# Faraohund
Faraohunden är en hundras med ursprung från Malta.  Den är en pariahund av vinthundstyp, liknande cirneco dell'etna från Sicilien i Italien och podenco ibicenco från Balearerna i Spanien.

## Historia
Faraohunden har fått sitt namn på grund av att den liknar tesem som avbildades i det forntida Egypten liksom den egyptiska dödsguden Anubis som brukar tolkas ha schakalhuvud. Enligt en vanlig teori fördes hundarna till Malta av fenicierna och har överlevt som typ på grund av isoleringen. Det finns dock inga historiska belägg som stöder detta.
Faraohunden exporterade första gången till Storbritannien på 1920-talet. Det var inte förrän 1963 som den första valpkullen föddes utanför Malta och det dröjde till 1968 innan systematisk avel började bedrivas. Det var då den namngavs som Pharaoh Hound, dessförinnan var den känd som Maltese Rabbit-Dog (Kelb tal-Fenek).
År 1974 erkändes faraohunden av Storbritanniens the Kennel Club och 1977 blev rasen erkänd av Fédération Cynologique Internationale (FCI).
Idag är det en populär ras och år 2007 blev hundrasen utsedd till årets hundras.[källa behövs] Faraohunden utnämndes 1974 till Maltas nationalras.

## Egenskaper
Traditionellt används faraohunden främst till jakt av kanin på grund av sitt skarpa lukt-, hörsel- och synsinne. Den är en familjevänlig och livlig hundras som passar bra tillsammans med barn eftersom den är intelligent, lekfull och vänlig. Men, ska tilläggas, kan leka ganska hårt om man inte vid tidig ålder lär den att detta inte är tillåtet. Det är en uthållig ras och man brukar säga att det inte går att göra en faraohund trött. Med andra ord så hämtar den sig snabbt från fysisk aktivitet och vill alltid vara där det händer något. Det är viktigt att ge hunden mycket motion. Den är även en utmärkt jakthund som först och främst använder synen när den jagar men tappar den bort bytet går den ganska snabbt över till att lyssna och lukta istället. Rasen kräver ganska mycket "hjärngympa" och stimulering för att trivas annars kan den börja med olater som att rymma eller stjäla. Den är utmärkt till aktiviteter som agility eller freestyle och självklart lure coursing som brukar vara favoriten. Dock är faraohundar väldigt individuella. Vissa kan vara lösa utan problem andra inte. Vissa älskar coursing andra inte.

## Utseende
Hunden är även känd under namnet ”den leende hunden” eftersom den ser ut att vara glad hela tiden och många faraohundar visar tänderna när de blir glada. Den är också känd för sin elegans och stolta hållning. 
Faraohunden är medelstor, smal och smidig hund med raka linjer. Hundens mankhöjd är 50 - 60 cm beroende på om det är en tik eller hane. Bröstkorgen är ganska stor och når ner till hundens armbågar och sedan avtar magen och blir något samlare än bröstkorgen. Hunden har stora öron som står rakt upp när de lyssnar, detta gör att de får bra hörsel. Ögonen är ovala och har en livlig blick. Halsen är lång och ståtlig. Benen är långa och smala men har mycket muskler.